# Harry Leask
Harry Leask, né le 16 octobre 1995 à Édimbourg, est un rameur d'aviron britannique.

## Carrière
Harry Leask est médaillé de bronze en deux de couple aux Championnats d'Europe d'aviron 2018 à Glasgow. Il est ensuite médaillé d'argent en quatre de couple aux Jeux olympiques de 2020 à Tokyo.